# Párbaj (rajzfilm)
A Párbaj 1960-ban bemutatott magyar rajzfilm, amelyet Macskássy Gyula rendezett. A forgatókönyvet Várnai György írta, a zenéjét Ilosvay Gusztáv szerezte. A mozifilm a Pannónia Filmstúdió gyártásában készült, forgalmazója a MOKÉP volt.

## Történet
A történet egy laborban kezdődik, ahol egy tudós számításokat végez. Az egyik képlet majdnem leszalad a lapról erre lepkehálóval utána fut és elkapja. A mellette lévő gépből sok villogás, zaj után végül kiugrik egy stilizált, mosolygós arcú atompályamodell. A tudós kézen fogja és körbe járja vele a várost. Ami régi, ócska tárgyhoz hozzáérinti az atomot az megújul. Világítani kezd a régi lámpa, a füstöt okádó gyár helyett modern üzem jelenik meg. Meglátja mindezt Mars hadisten-akit a rajzfilm régi ókori görög páncélban, nagy szakállal ábrázol- husángot ragad, majd leüti vele a tudóst. Az atom az ő kezében kénytelen ágyúkat és bombákat gyártani mindenből a régi vaskályhától elkezdve a virágokig és az almákig. Mars egyszer ijed meg az almafánál, amikor az átváltozott bombák az ölébe potyogtatja. Közben a tudós magához tér és megtalálja Mars óriásira nőtt főhadiszállását. Egy libikókát rajzol ötven kilós súllyal, így sikerül bejutnia az erődbe. Amíg a hadisten hódító terveiről ábrándozik elemeli az atomot. Először az ágyúkat változtatja át látcsővé, daruvá majd az utolsót kályhává. Mars mindezt észreveszi majd megtámadja a tudóst először az átváltoztatott virágokat vágja hozzá, amik egy csokorban változnak vissza. Később a többi kis tárgy is visszanyeri eredeti külsejét. A tudós kimenekül Mars utána. A párbaj innentől az atom nélkül folytatódik. Mars karddal támad a tudós ceruzával védekezik, közben kigondolja a víz képletét abban reménykedve, hátha berozsdásodik ellenfele páncélja, de végül csak a H2SO4nel, vagyis kénsavval ér célt. Mars kardja megsemmisül őt magát először a 10 hatványaival támadják, majd egy képletbe zárják. Végül onnan is kiemelik a végállomás egy madárijesztő.

## Alkotók
- Rendezte: Macskássy Gyula
- Írta: Macskássy Gyula, Várnai György
- Zenéjét szerezte: Ilosvay Gusztáv
- Operatőr: Harsági István, Neményi Mária
- Hangmérnök: Bélai István
- Tervezte: Várnai György
- Háttér: Molnár László
- Rajzolták: Bátai Éva, Cseh András, Egresi Erzsébet, Kiss Bea, Máday Gréte, Mata János, Spitzer Kati, Szabó Szabolcs, Szemenyei András, Török László, Vörös Gizella
- Vágó: Czipauer János
- Asszisztensek: Henrik Irén, László Andor, Paál Klári
- Gyártásvezető: Bártfai Miklós

- A laboratóriumi munkák a Magyar Filmlaboratórium Vállalatnál készültek.
- Készítette a Pannónia Filmstúdió.[1]

## Díjak, utóélet
A Párbaj volt az első magyar rövidfilm, ami Cannesben díjat nyert.(1961) Még ugyanebben az évben Oberhausenben Legjobb rövidfilmnek választották. Ma a negyedik legnépszerűbb rajzrövidfilm eddig 56 ország vette meg a sugárzási jogát.